# مستعلقيات
المستعلقيات (الاسم العلمي: Planctomycetales) هي رتبة من البكتيريا تتبع طائفة المستعلقانية.

## التصنيف
- المستعلقات
  - المستعلقة